# Bulboci, Soroca
Bulboci este satul de reședință al comunei cu același nume  din raionul Soroca, Republica Moldova.
Amplasată în lunca râulețului Căinari, localitatea își trage denumirea tot de la apă. Se zice că în locul unde a fost întemeiat satul se aflau iazuri și heleșteie, care făceau bulboace, sau local – bulboci.
Trebuie însă să menționăm că vestigiile arheologice dovedesc că în valea Căinarului au existat vetrele unor așezări umane datate cu mileniile XII-III î.Hr., precum și așezări mai târzii (anii 100-400 d.Hr.), de la care drept dovezi până în zilele noastre au rămas 18 movile funerare, numite diferit deja de localnicii satului Bulboci – Codreasca, Movila Tătarului, Aria, Cot, În Șaizeci, Prăjini etc.
Prima mențiune documentară a satului se referă la un document din 21 septembrie 1529, din care aflăm că Petru Rareș, voievod al Moldovei, dăruiește boierului armaș Marcu Ciuciuma trei seliști, care se mărgineau din jos cu Bulbocii. Domnitorul Eustratie Dabija la 22 martie 1662 scria într-un act de judecată că „... satul Bulbocii ce sunt pre Căinariu, cu vecini și heleșteie și vaduri de mori...”.
Biserica actuală „Sf. Arhangheli Mihail și Gavriil” a fost zidită din piatră în anul 1888 sub formă de navă, acest stil fiind considerat unul dintre cele mai vechi pentru bisericile moldovenești. În perioada sovietică biserica a funcționat fără să fie închisă. Însă, se știe că localnicii au avut întâi o altă biserică din lemn, menționată documentar în 1787, următoarea fiind zidită din piatră, conform unor documente din arhivă cel mai probabil în perioada între anii 1814-1824. Sfințirea acestei biserici a avut loc la 17 august 1829 cu hramul „Sf. Voievozi”. Există dovezi documentare care confirmă că la construcția acesteia au contribuit Dimitrie Dociu și Alexandru Crupenschi, probabil coproprietari ai moșiei.

## Demografie
Conform datelor recensământului din anul 2004, populația satului constituia 1.959 de oameni, dintre care 48,29% - bărbați și 51,71% - femei. Structura etnică a populației în cadrul satului era următoarea: 99,44% - moldoveni/români, 0,26% - ucraineni, 0,05% - ruși, 0,05% - găgăuzi, 0,20% - alte etnii.

## Istoric
Satul Bulboci este așezat pe valea râului Căinar. Existența unei vieți sedentare omenești în acest loc cu mult înainte de era noastră o probează vestigiile arheologice, descoperite în cuprinsul și în preajma localității: străvechile unelte de lucru și obiecte de uz casnic, fragmentele unor vase de lut și de aramă, produsele de meșteșugărit, cenușarele pe locul cuptoarelor de altă dată. Urmele trecutului îndepărtat le păstrează movilele din hotarul satului: Movila Săpată, Movila Tătarului.
Denumirea localității reprezintă un toponim de origine hidrografică. Pe amplasamentul satului, în lunca râului Căinar, se aflau mici lăcușoare și heleșteie, care au determinat și denumirea așezării.
Pentru prima dată satul este menționat documentar la 1529, când marele voievod Petru Rareș, „pentru dreaptă și credincioasă slujbă către țară” dăruiește armașului Marcu Ciuciuma o parte „de ocină pe valea Căinarului, în ținutul Sorocii, cu trei seliști, ce se mărginește din sus cu moșia Macareuca, din jos cu Bulbocii, până în Valea Petrii, dinspre răsărit cu Baxanii, iar dinspre apus cu apa Căinarului”:
„Suret de pe ispisoc sârbesc de la Petru Vodă Rareș din veleat 7037 <1529>, septembrie 21.

Facem înștiințarea cu aceasta carte a noastră tuturor, cine pe dânsa va căuta, sau citindu-le va auzi, pentru adevărat al nostru credincios boieriu Marco Ciuciuman vel armaș, care, slujind cu dreptate și cu credință altor domni, ce au fost mai înainte de noi, și acum aflându-se și noao slujind cu dreaptă credință, pentru care noi, văzând a lui dreaptă și credincioasă slujbă către noi, l-am miluit pre dânsul cu deosebită milă a noastră și i-am dat întru al noastru pământ al Moldovei la ținutul Sorocei pe pârâul Căinariului loc, cât i-ar fi lui de toată îndestulare, cu trei silește anume: Cotovița, Dănjenii și Zăpădenii, cu vaduri de moară în pârâul Căinariului, ca să-i fie lui drepte ocine și moșii, danie și miluire, lui și feciorilor lui, nepoților și strănepoților lui, și a tot neamul lui, ce se va alege mai aproape, nerușuit niciodată în veci. Care moșie pe din sus se hotărăște cu moșia Măcăreuca, iară pe din jos să hotărește cu moșia Bolbocele în Vale Petrei, despre răsărit se hotărăște cu moșia Băcsanii, iară dinspre apus se hotărăște cu pârâul Căinariului despre toate părțile, după hotarele cele vechi, pe unde au umblat din veci.

...

Și pentru mai mare credință și întăritură a tuturor celor de mai sus scrise am poroncit credinciosului boieriului nostru dumisale Trotușanul logofăt să scrie și a noastră pecete către aceasta carte a noastră să o lege.
S’au scris în Suceava.”
Mențiunile de mai târziu sunt destul de frecvente. La 8 mai 1614 satul e amintit cu prilejul confirmării de către Ștefan Tomșa diacului Petru din Bulboci “a lui dreaptă moșie cu tot venitul”, satul Popeștii de pe apa Căinarului.
La 17 aprilie 1644 Vasile Voievod confirma lui Gavril, pârcălab de Suceava, părți din moșia satului Bulboci, cu iazuri și cu loc de moară în apa Căinarului. Mai târziu satul și moșia Bulboci devin în întregime proprietatea lui Gavril, ajuns deja hatman. La 1679 moșia Bulbocilor aparținea șetrarului Vasile Mârzac, împreuna cu alte ocine de pe râul Căinar: Petrești, Scăieni, Buciumeni s. a.
În anul 1787 este menționată biserica din sat, din nuiele împletite lipite cu lut, acoperită cu stuf. În 1829 sfântul lăcaș a fost rezidit din piatră. Recensământul din 1817 găsește moșia satului în proprietatea Mănăstirii Sf. Spiridon din Iași. La 1859 localitatea avea 134 de ogrăzi cu 732 de locuitori. Recensământul din anul 1897 fixa la Bulboci 990 de locuitori (485 bărbați si 505 femei).
Dicționarul geografic al Basarabiei (1904) înregistra în satul Bulboci 214 case, 1028 de locuitori, o biserică, grădini, prisăci, două heleșteie. În 1911 ia ființă în apropierea localității satul Bulbocii Noi, satul vechi numindu-se de acum înainte Bulbocii Vechi.
În Războiul de pe Nistru, a decedat consăteanul Ion Borziac, născut în 1961 și decedat la 19 iulie 1992 la Cocieri.

## Personalități
- Filip Gornea (n. 17 noiembrie 1941) - medic;
- Ilie Borziac (n. 22 iulie 1948 - d. 19 martie 2010) - doctor habilitat în istorie, conferențiar universitar și colaborator științific principal la Institutul de Istorie și științe Politice al Universității Libere Internaționale din Moldova;
- Teodor Văscăuțan (n.19 februarie 1898 -decedat la 18 septembrie 1933) doctor în științe, unul dintre primii geologi moldoveni.[necesită citare]
- Vasile Melnic ( n.15 septembrie 1934- 28.11.2004), fost profesor universitar, doctor habilitat în filologie.[necesită citare]